# Marilyne Andersen

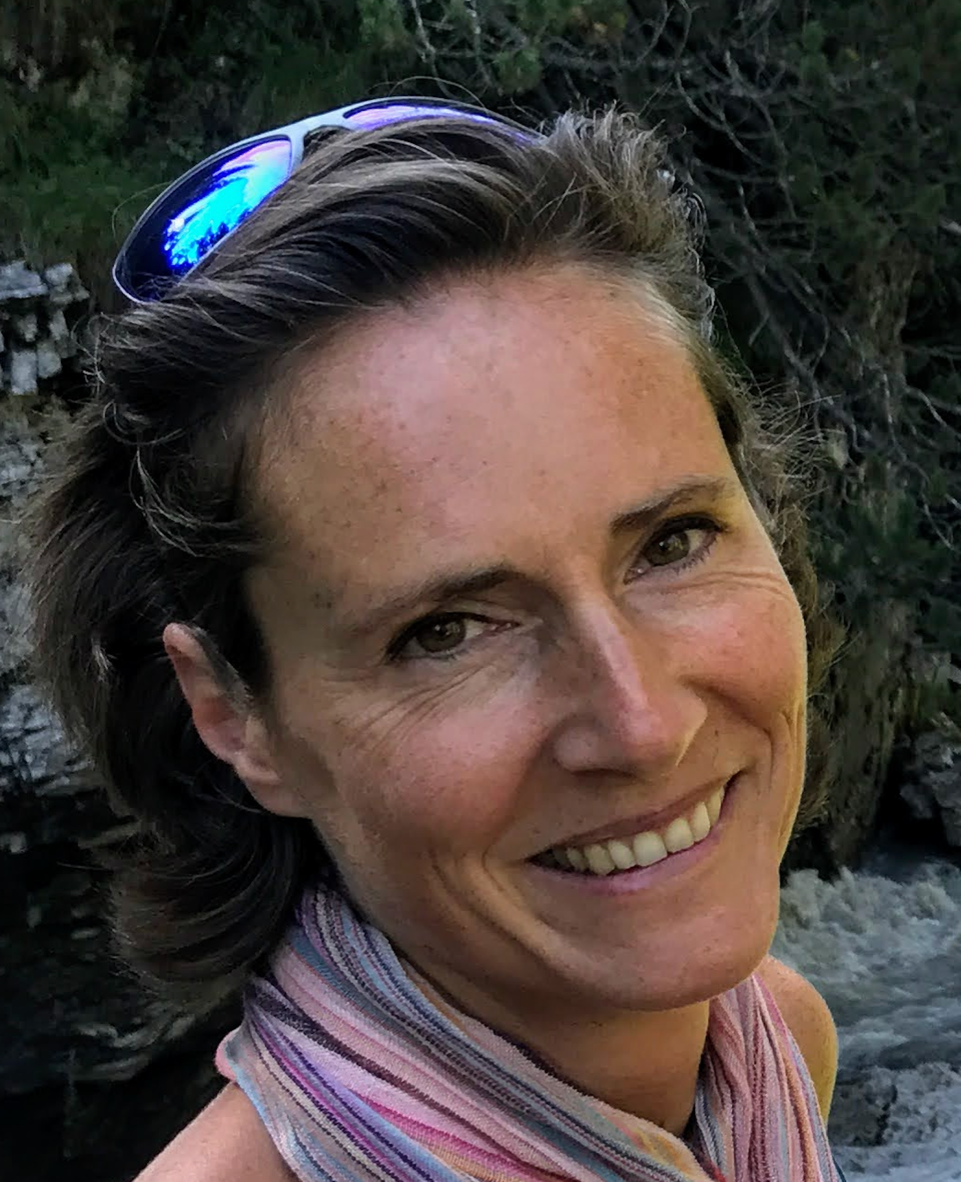
Marilyne Andersen (2020)

Marilyne Andersen (geb. 27. September 1974 in Zürich) ist eine Schweizer Bauphysikerin, ordentliche Professorin für nachhaltige Bautechnologien und ehemalige Dekanin der Fakultät für Architektur, Bau- und Umweltingenieurwesen der École Polytechnique Fédérale de Lausanne (EPFL). Sie führt das von ihr 2010 gegründete Interdisciplinary Laboratory of Performance-Integrated Design.

## Karriere
Andersen studierte in Physik an der EPFL und schloss 1998 mit einem Master ab. Sie spezialisierte sich am Laboratorium für Solar Energy and Building Physics Laboratory (LESO) auf Tageslicht und promovierte 2004 an der EPFL in Bauphysik. In den Jahren 2001 und 2002 war Andersen als Gastwissenschaftlerin am Building Technologies Department of the Lawrence Berkeley National Laboratory in Kalifornien tätig. Im Jahr 2004 wurde sie erstmals als Tenure-Track Assistenzprofessorin und 2009 als ausserordentlicher Professorin tenure-track in der Building Technology Group der School of Architecture and Planning am Massachusetts Institute of Technology (MIT) ernannt, wo sie 2004 das MIT Daylighting Lab gründete. Im Jahr 2010 erhielt sie einen Ruf als außerordentliche Professorin an die EPFL, wo sie 2013 ordentliche Professorin wurde. Von 2013 bis 2018 war sie Dekanin des Departements für Architektur, Bau- und Umweltingenieurwesen (ENAC) an der EPFL. Seit 2018 ist Andersen Gründungsdirektorin des Start-up OCULIGHTdynamics und akademische Direktorin des Smart Living Lab.

## Forschung
Andersens Forschung konzentriert sich auf die Leistung von Gebäuden im architektonischen Kontext, und insbesondere auf die Nutzung und Optimierung des Tageslichts in Gebäuden. Zu den spezifischen Themen, an denen sie gearbeitet hat, gehören: visueller und thermischer Komfort, Entwurfswerkzeuge in den frühen Phasen des Entwurfsprozesses, zielorientierte Ansätze im Entwurf, Visualisierung von Gebäudeleistungen, Auswirkungen von Lichteffekten auf die zirkadiane Photorezeption und Gesundheit, fortschrittliche Verglasungs- und Beschattungssysteme, Lenkungsvorrichtungen für das Tageslicht und videobasierte Ansätze in der Photometrie.
Andersen hat Tageslicht- und Gebäudetechnik unterrichtet und war an Workshops, Ateliers oder Kursen in diesen Bereichen beteiligt. Im Rahmen ihrer nicht-institutionellen Aktivitäten wurde sie als Tageslichtberaterin für Designprojekte für Wohnhäuser, Campus-Gebäude und mittlere Bürogebäude sowie als Expertin für ein Patentverletzungsverfahren eingestellt. Sie ist aktives Mitglied mehrerer Ausschüsse der Illuminating Engineering Society (IES) und der International Commission on Illumination (CIE).

## Privates
- Andersen ist Mutter zweier Töchter.[9]

## Publikationen
- Chamilothori, K., Chinazzo, G., de Matos Rodrigues, J.P., Dan-Glauser, E., Wienold, J., and Andersen, M. (2019) ‘Subjective and physiological responses to façade and sunlight pattern geometry in virtual reality’, Building and Environment 150, pp. 144-155.[10]
- Ámundadóttir, M.L., Rockcastle, S., Khanie, M.S., and Andersen, M. (2017) ‘A human-centric approach to assess daylight in buildings for non-visual health potential, visual interest and gaze behavior’, Building and Environment 113, pp. 5-21.[11]
- Ámundadóttir, M.L., Lockley, S.W., and Andersen, M. (2017) ‘Unified framework to evaluate non-visual spectral effectiveness of light for human health’, Lighting Research and Technology 49(6):673-696.[12]
- Andersen, M. (2015) ‘Unweaving the human response in daylighting design’, Building and Environment 91, pp. 101-117.[13]
- Andersen, M., Mardaljevic, J., and Lockley, S.W. (2012) ‘A framework for predicting the non-visual effects of daylight–Part I: photobiology-based model’, Lighting Research and Technology 44(1), pp. 37-53.[14]

## Auszeichnungen
Andersen hat mehrere Stipendien und Auszeichnungen erhalten, darunter: drei Auszeichnungen für die besten Konferenzbeiträge (2011 & 2012), den Taylor Technical Talent Award der Illuminating Engineering Society (2009), das 3M Non-Tenured Faculty Grant (2009), die Mitsui Career Development Professur am MIT (2008) und den EPFL-Preis der Chorafas Foundation für ihre Doktorarbeit im Bereich Nachhaltigkeit (2005). Ihre Forschung oder Lehre wurde von professionellen, institutionellen und industriellen Organisationen wie der Schweizerischen und der US-amerikanischen National Science Foundation, der Velux Foundation, der Boston Society of Architects, dem Swiss Energy and Mobility Competence Center, der MIT Energy Initiative, 3M und Saint Gobain SA unterstützt.

### Preise
- Projektleiterin der Gewinner des U.S. Solar Decathlon[17]
- Erste Gewinner des Daylight-Award for Research[18]
- Mitsui Career Development Professor, MIT
- Taylor Technical Talent Award